# الدوري الأمريكي لكرة السلة للمحترفين 1964–65
الدوري الأمريكي لكرة السلة للمحترفين 1964–65 (بالإنجليزية: 1964–65 NBA season)‏ هو موسم من إن بي أي. أقيم خلال الفترة 16 أكتوبر 1964 وحتى 25 أبريل 1965، وأشرف على تنظيمه إن بي أي، وفاز فيه بوسطن سيلتكس.